# Hydramethylnon
Hydramethylnon is een toxische organische verbinding, die gebruikt wordt als insectendodend middel, voornamelijk in combinatie met lokmiddelen voor kakkerlakken en mieren (mierenlokdoosje). Het wordt niet gebruikt op landbouwgewassen. Het is ontwikkeld door American Cyanamid Company en wordt in de Verenigde Staten onder meer gebruikt onder de merknamen Amdro en Maxforce. De stof is echter niet opgenomen in de lijst van toegelaten biociden in de Europese Unie.
De stof ontregelt het metabolisme: het verstoort het elektrontransport in de mitochondria van de insecten die het inslikken. Na ongeveer 24 uur worden die insecten lethargisch, en na drie tot zeven dagen sterven ze.
Hydramethylnon is weinig oplosbaar in water, maar het is wel zeer giftig voor zoetwatervissen.